# 四海遊龍

四海遊龍鍋貼專賣店基隆七堵店

四海遊龍是臺灣一家專賣鍋貼、水餃的連鎖餐飲集團，創立於1993年，公司全名四海遊龍食品股份有限公司，由陳武貂與李幸長共同創辦。目前在臺灣及中國大陸都有分店。

## 歷史
1992年，時任臺北縣板橋市新埔國民小學教師的李幸長參加立法委員選舉，僅獲得九千九百一十票而落選，因參選而背負債務新台幣七十多萬元，決定白天在學校教書、晚上在臺北縣中和市黃昏市場擺路邊攤賣鍋貼，同時宣示退出其發起的無殼蝸牛運動。
1993年，四海遊龍食品股份有限公司成立，共同創辦人為陳武貂與李幸長。第一家「四海遊龍」開設在臺北縣永和市得和路六合市場口。
2010年，四海遊龍鍋貼專賣店爆發股權糾紛，李幸長被趕出四海遊龍鍋貼專賣店董事會。
2014年，李幸長發表新書《訓練自己不要太仁慈》，揭露他與陳武貂之間糾紛。
2016年11月24日，內政部役政署署長林國演證實，四海遊龍鍋貼專賣店申請產業訓儲替代役員額，經過審核確定有6名員額，是希望儲備門市幹部、教育訓練幹部，不可能讓役男在門市煎鍋貼、賣鍋貼。
2017年3月26日，內政部役政署公布《106年度產業訓儲替代役員額核配總表》，四海遊龍鍋貼專賣店獲配員額6人，內政部役政署副署長沈哲芳表示，四海遊龍申請的是培訓中階管理幹部，剛開始可能會到第一線實習、了解狀況，但時間可能只有1、2天，如果產業認為有必要、而且役男也能接受，內政部役政署都尊重。
2019年2月25日，香港百鴻資本（Megawell Capital Limited）與四海遊龍食品因上市問題衍生新台幣逾億元債務糾紛，百鴻向臺灣新北地方法院聲請假扣押，臺灣新北地方法院查封四海遊龍食品8台冷凍車及中和廠。前四海遊龍總經理陳建宏說，他持有四海遊龍9%股份，任職四海遊龍總經理8年半；日前四海遊龍變更公司登記，經營團隊易主，他無緣無故遭解雇。

## 相關
- 八方雲集

## 外部連結
- 四海遊龍網站(台灣店) （页面存档备份，存于）
  - 四海遊龍的Facebook專頁
  - YouTube上的四海遊龍頻道
- 四海遊龍網站 (大陸)（页面存档备份，存于）